# 帕夫利河
39°43′37″N 19°59′39″E / 39.72694°N 19.99417°E
帕夫利河（希臘語：Παύλα），是東南歐的河流，位於阿爾巴尼亞南部和希臘西北部，河道全長50公里，流域面積374平方公里，發源自穆爾加納山脈，最終在布特林特西南面注入伊奧尼亞海。